# Glyphoglossus flavus
Glyphoglossus flavus é uma espécie de anfíbio da família Microhylidae.
Pode ser encontrada nos seguintes países: Malásia e possivelmente em Brunei.
Os seus habitats naturais são: florestas subtropicais ou tropicais húmidas de baixa altitude, pântanos subtropicais ou tropicais e marismas intermitentes de água doce.